# Marija Šarapova
Marija Jurjevna Šarapova (rus. Мария Юрьевна Шарапова, Njaganj, 19. travnja 1987.) umirovljena  je ruska tenisačica. Tijekom 2005., 2007., 2008. i 2012. u više je navrata bila na broju 1 WTA ljestvice, ukupno 21 tjedan.

## Životopis
Marija Šarapova je s četiri godine počela trenirati tenis u rodnoj Rusiji. S ocem je 1994. godine odselila na Floridu, u teniski kamp Nicka Bollettierija te i danas živi u SAD-u.
Do sada je pobijedila na pet Grand Slam turnira. Svoj prvi Grand Slam, Wimbledon, osvojila je sa samo 17 godina. Još je osvojila US Open 2006., Australian Open 2008. i Roland Garros 2012. i 2014. godine te je jedna od dvije aktivne tenisačice (uz Serenu Williams) koje u svojoj kolekciji imaju sva četiri Grand Slam turnira.
Ima nekoliko nastupa za rusku Fed kup reprezentaciju (dvije pobjede 2008., poraz 2011. i pobjeda 2012.).
U lipnju 2011. časopis Time svrstao ju je među 30 legendi ženskog tenisa.
Treneri su joj otac Jurij Šarapov i Sven Groeneveld.

## Stil igre
Šarapova se odlikuje agesivnom igrom s osnovne crte, u kojoj napada forehandom i backhandom. Rijetko odigrava klasični volej i smeš, umjesto toga izlazi naprijed i odigrava jaki forehand ili backhand. Brza je s obzirom na svoju visinu od 188 cm. Servis joj je također jako oružje, no Šarapova često, zbog kronično ozlijeđenih leđa, ima problema s dvostrukim pogreškama.

## Aktivnosti izvan tenisa
Marija Šarapova bila je natraženija sportska osoba na pretraživaču Yahoo! od 2005. do 2008. godine, vjerojatno zbog svojih atraktivnih slika u časopisu Sports Illustrated. Na svom vrhuncu, Šarapova je bila najplaćenija sportašica na svijetu.
Šarapova je nosila rusku zastavu na svečanosti otvaranja Olimpijskih igara u Londonu 2012. godine.

## Osvojeni turniri

### Pojedinačno (36 WTA)
| Br. | Datum               | Turnir                     | Suparnica u finalu   | Rezultat         |
| 1.  | 29. rujna 2003.     | Tokio                      | Anikó Kapros         | 2:6, 6:2, 7:6(5) |
| 2.  | 27. listopada 2003. | Québec                     | Milagros Sequera     | 6:2, predaja     |
| 3.  | 7. lipnja 2004.     | Birmingham                 | Tatiana Golovin      | 4:6, 6:2, 6:1    |
| 4.  | 21. lipnja 2004.    | Wimbledon                  | Serena Williams      | 6:1, 6:4         |
| 5.  | 27. rujna 2004.     | Seul                       | Marta Domachowska    | 6:1, 6:1         |
| 6.  | 4. listopada 2004.  | Tokio (2)                  | Mashona Washington   | 6:0, 6:1         |
| 7.  | 8. studenog 2004.   | WTA prvenstvo, Los Angeles | Serena Williams      | 4:6, 6:2, 6:4    |
| 8.  | 6. veljače 2005.    | Tokio                      | Lindsay Davenport    | 6:1, 3:6, 7:6(5) |
| 9.  | 21. veljače 2005.   | Doha                       | Alicia Molik         | 4:6, 6:1, 6:4    |
| 10. | 6. lipnja 2005.     | Birmingham (2)             | Jelena Janković      | 6:2, 4:6, 6:1    |
| 11. | 18. ožujka 2006.    | Indian Wells               | Elena Dementieva     | 6:1, 6:2         |
| 12. | 6. kolovoza 2006.   | San Diego                  | Kim Clijsters        | 7:5, 7:5         |
| 13. | 9. rujna 2006.      | US Open                    | Justine Henin        | 6:4, 6:4         |
| 14. | 22. listopada 2006. | Zürich                     | Daniela Hantuchová   | 6:1, 4:6, 6:3    |
| 15. | 29. listopada 2006. | Linz                       | Nadia Petrova        | 7:5, 6:2         |
| 16. | 5. kolovoza 2007.   | San Diego (2)              | Patty Schnyder       | 6:2, 3:6, 6:0    |
| 17. | 26. siječnja 2008.  | Australian Open            | Ana Ivanović         | 7:5, 6:3         |
| 18. | 24. veljače 2008.   | Doha (2)                   | Vera Zvonareva       | 6:1, 2:6, 6:0    |
| 19. | 13. travnja 2008.   | Amelia Island              | Dominika Cibulková   | 7:6(7), 6:3      |
| 20. | 3. listopada 2009.  | Tokio (2)                  | Jelena Janković      | 5:2, predaja     |
| 21. | 20. veljače 2010.   | Memphis                    | Sofia Arvidsson      | 6:2, 6:1         |
| 22. | 22. svibnja 2010.   | Strasbourg                 | Kristina Barrois     | 7:5, 6:1         |
| 23. | 15. svibnja 2011.   | Rim                        | Samantha Stosur      | 6:2, 6:4         |
| 24. | 22. kolovoza 2011.  | Cincinnati                 | Jelena Janković      | 4:6, 7:6(3), 6:3 |
| 25. | 29. travnja 2012.   | Stuttgart                  | Victoria Azarenka    | 6:1, 6:4         |
| 26. | 20. svibnja 2012.   | Rim (2)                    | Na Li                | 4:6, 6:4, 7:6(5) |
| 27. | 9. lipnja 2012.     | Roland Garros              | Sara Errani          | 6:3, 6:2         |
| 28. | 17. ožujka 2013.    | Indian Wells (2)           | Caroline Wozniacki   | 6:2, 6:2         |
| 29. | 28. travnja 2013.   | Stuttgart (2)              | Na Li                | 6:4, 6:3         |
| 30. | 27. travnja 2014.   | Stuttgart (3)              | Ana Ivanović         | 3:6, 6:4, 6:1    |
| 31. | 11. svibnja 2014.   | Madrid                     | Simona Halep         | 1:6, 6:2, 6:3    |
| 32. | 7. lipnja 2014.     | Roland Garros (2)          | Simona Halep         | 6:4, 6:7(5), 6:4 |
| 33. | 5. listopada 2014   | Peking                     | Petra Kvitova        | 6:4, 2:6, 6:3    |
| 34. | 10. siječnja 2015.  | Brisbane                   | Ana Ivanović         | 6:7(4), 6:3, 6:3 |
| 35. | 17. svibnja 2015.   | Rim (3)                    | Carla Suarez Navarro | 4:6, 7:5, 6:1    |
| 36. | 15. listopada 2017. | Tianjin                    | Aryna Sabalenka      | 7:5, 7:6 (8)     |

## Rezultati na Grand Slam turnirima
| Grand Slam      | 2003. | 2004. | 2005 | 2006. | 2007. | 2008. | 2009. | 2010. | 2011. | 2012. | 2013. | 2014. | 2015. | 2016. | 2017. | 2018. |
| --------------- | ----- | ----- | ---- | ----- | ----- | ----- | ----- | ----- | ----- | ----- | ----- | ----- | ----- | ----- | ----- | ----- |
| Australian Open | 1k    | 3k    | 1/2F | 1/2F  | F     | P     | -     | 1k    | 4k    | F     | 1/2F  | 4k    | F     | 1/4F  | -     | 3k    |
| Roland Garros   | 1k    | 1/4F  | 1/4F | 4k    | 1/2F  | 4k    | 1/4F  | 3k    | 1/2F  | P     | F     | P     | 4k    | -     | -     | 1/4F  |
| Wimbledon       | 4k    | P     | 1/2F | 1/2F  | 4k    | 2k    | 2k    | 4k    | F     | 4k    | 2k    | 4k    | 1/2F  | -     | -     | 1k    |
| US Open         | 2k    | 3k    | 1/2F | P     | 3k    | -     | 3k    | 4k    | 3k    | 1/2F  | -     | 4k    | -     | -     | 4k    | 4k    |

## Plasman na WTA ljestvici na kraju sezone
| 2002. | 2003. | 2004. | 2005. | 2006. | 2007. | 2008. | 2009. | 2010. | 2011. | 2012. | 2013. | 2014. | 2015. | 2016. | 2017. | 2018. |
| ----- | ----- | ----- | ----- | ----- | ----- | ----- | ----- | ----- | ----- | ----- | ----- | ----- | ----- | ----- | ----- | ----- |
| 186.  | 32.   | 4.    | 4.    | 2.    | 5.    | 9.    | 14.   | 18.   | 4.    | 2.    | 4.    | 2.    | 4.    | -     | 61.   | 29.   |

## Vanjske poveznice
- Službena stranica (engl.)
- Ruska stranica  Arhivirana inačica izvorne stranice od 7. veljače 2009. (Wayback Machine) (rus.)
- Profil na stranici WTA Toura (engl.)